# Famnen
Famnen är en kyrkobyggnad som tillhör Bromma församling i Stockholms stift. Kyrkan är inrymd i ett församlingshus som ligger strax sydost om Brommaplan i stadsdelen Åkeslund i Stockholm.
Famnenkyrkan har fått sitt namn efter kvarteret där den är byggd. En famn är ett gammalt längdmått, men kan också tolkas i överförd bemärkelse som en öppen famn. Verksamheten flyttade 2022 till Ängby, byggnaden står tom i väntan på att den kommer rivas.

## Kyrkobyggnaden
Byggnadskomplexet med kyrkorum, församlingsexpedition och församlingslokaler uppfördes 1984–1986 efter ritningar av arkitekt Lars Olof Torstensson. Byggnaden har en stomme av betong och ytterväggar klädda med rosarött fasadtegel. Den ligger i en backe och är byggd med suterräng. Taket är ett pulpettak belagt med kopparplåt.
I byggnadens mitt finns kyrkorummet som är orienterat i nord-sydlig riktning med kor och altare i norr samt entré i söder. I dess ena hörn skjuter yttertaket upp i en spets som kröns av ett litet kors. Golvet är belagt med röda kalkstensplattor medan väggarna är klädda med samma slags rosaröda tegel som ytterväggarna. Öster om korväggen finns en dopnisch med glasmålningen Apokalyptiska madonnan från 1989 utförd av Jochum Poensgin. I den vänstra väggen, framme vid koret, finns Pär Anderssons glasmålning Emmaus från 1992.
Famnenkyrkan togs ur bruk 7 juni 2022 då församlingsexpeditionen med personal flyttade till Ängbykyrkan.[källa behövs]

## Inventarier
- Bakom altaret hänger en grå väv av textilkonstnär Elisabet Hesselberg-Olsson (1932-2012) som också gjort den stora riksväven i riksdagshuset. Tidigare hängde här en triptyk av Birger Mörk från 1947. Den föreställde bespisningsundret och hade tidigare sin plats i den nu nedlagda Riksbykyrkan.
- Dopfunten av limmat Lindshammarsglas är formgiven av kyrkans arkitekt.
- Ett fristående altarbord av vitlaserad furu har blå dekorränder.
- Orgeln är en Allen digitalorgel med 54 stämmor från 1991.

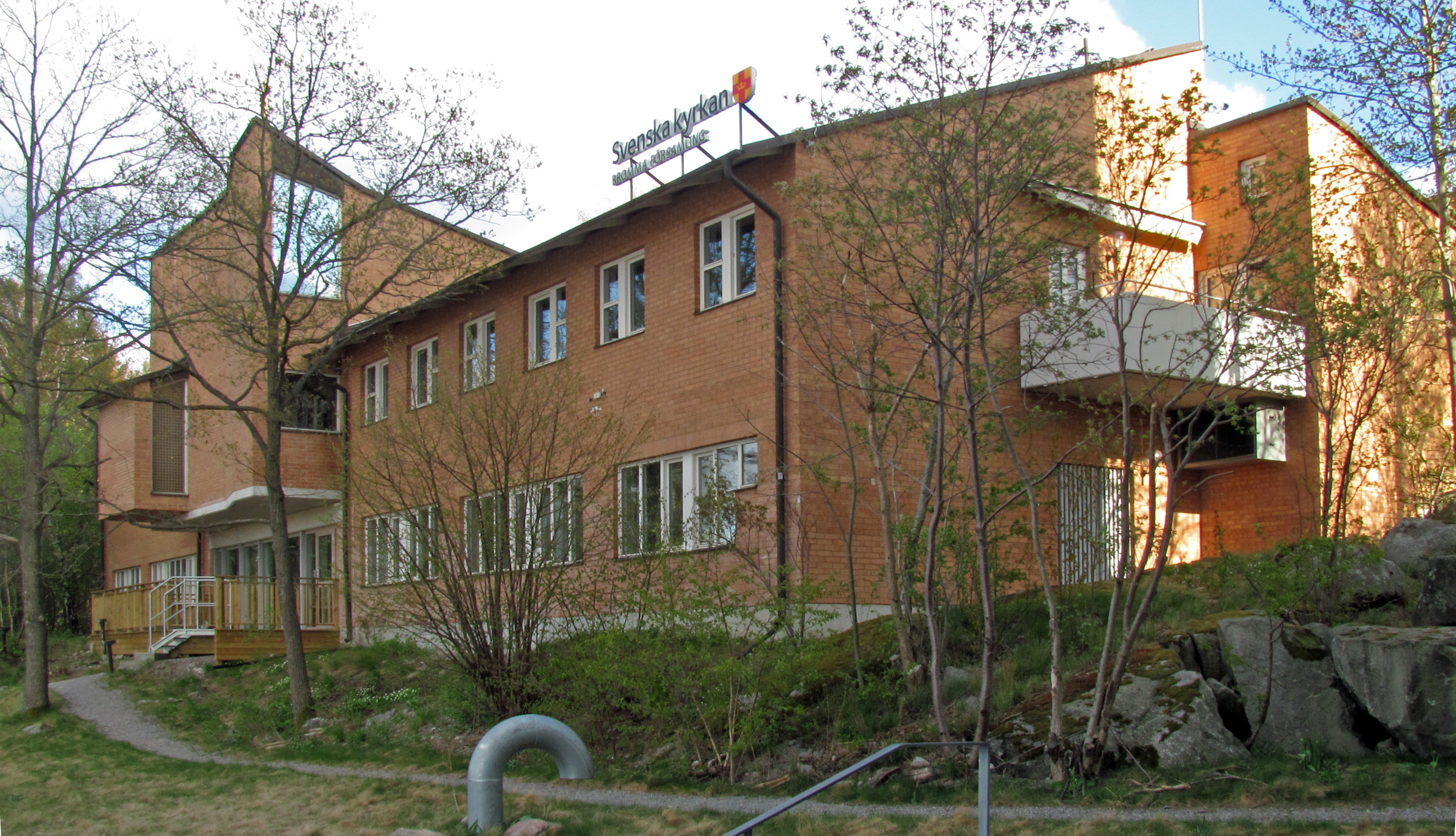
Norra fasaden
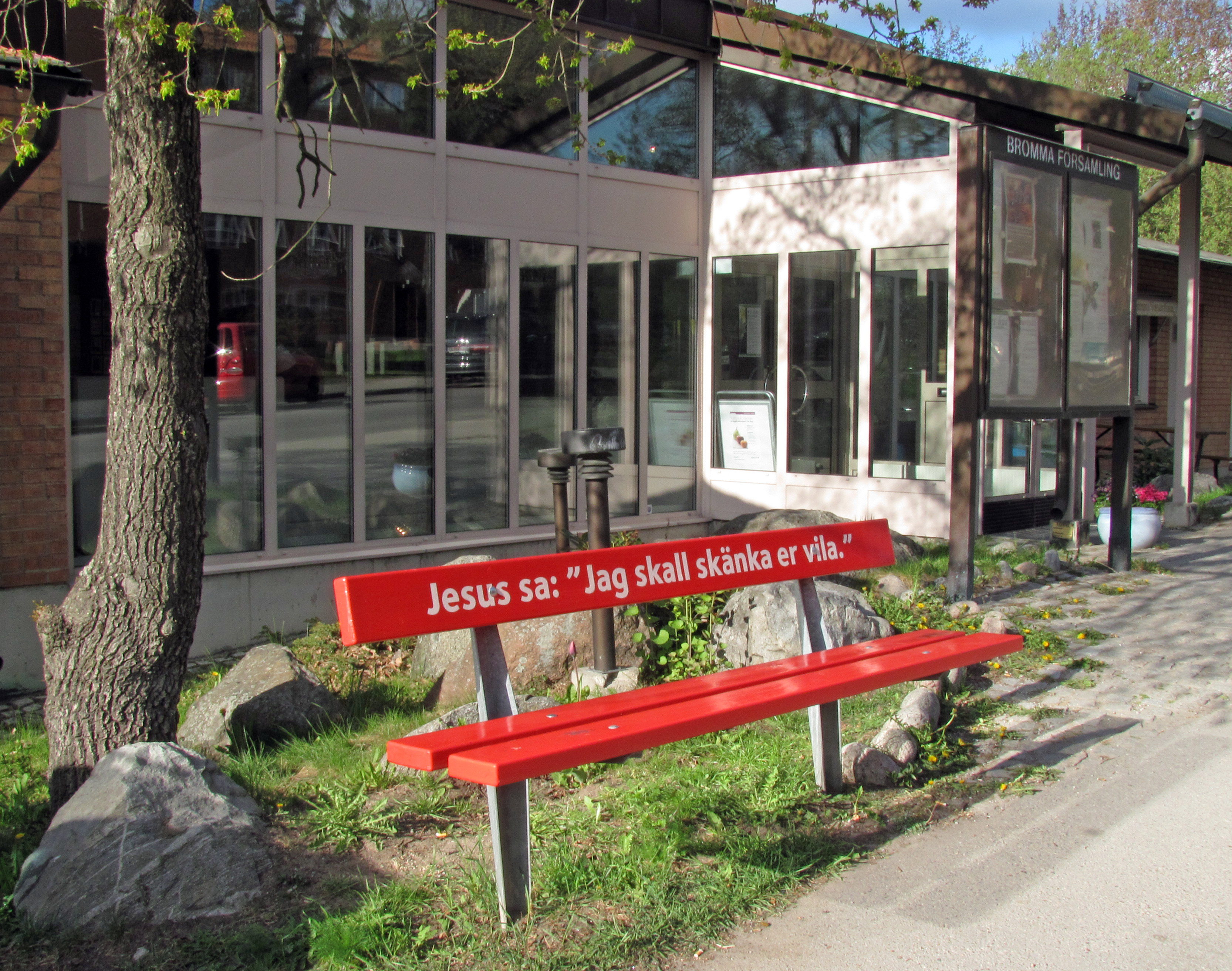
Entrén